# Gbele-Wildtierreservat
Das Gbele Wildtierreservat (engl.: Gbele Game Production Reserve) ist ein Tierreservat in Ghana in der Upper West Region, nahe der Grenze zu Burkina Faso und wurde 1975 gegründet. Es ist das nördlichste Reservat in Ghana und hat eine Größe von 546,50 km². Der Kulpawn-Fluss teilt das Gebiet.
Das Gebiet liegt in der Baumsavanne und ist vergleichbar mit dem Mole-Nationalpark. Ähnlich wie im Mole-Nationalpark sind hier Büffel, Wasserböcke, drei Primatenarten, Leoparden, Löwen und wenige Elefanten zu sehen. Ein erwähnenswerter Bestand der Pferdeantilope (Hippotragus equinus) ist hier beheimatet.
Das 1974 gegründete Reservat diente zunächst ausdrücklich der Jagd und war unter Trophäenjägern beliebtes Ziel.